# 748
El 748 (DCCXLVIII) fou un any comú començat en dilluns del calendari julià.

## Esdeveniments
- Un gran terratrèmol sacseja l'Orient Pròxim (data discutida).[1]